# Ochthebius caesaraugustae
Ochthebius caesaraugustae är en skalbaggsart som beskrevs av Jäch, Ribera och Orangel Antonio Aguilera Socorro 1998. Ochthebius caesaraugustae ingår i släktet Ochthebius och familjen vattenbrynsbaggar. Inga underarter finns listade i Catalogue of Life.